# Summer Wave (альбом)
«Summer Wave» — альбом українського техно-гурту «Soundstream», виданий у березні 2020 року лейблом «DMN Records».
На сингл «Summer Nights» з цього альбому у 2018 році було відзнято відеокліп.

## Про альбом
7 березня 2020 року альбом вийшов на CD в США («Special Edition»-версія), а 27 березня відбувся всесвітній цифровий реліз. «Summer Wave» став першим альбомом гурту «Soundstream», який окрім цифрового релізу був також виданий на фізичному носії. CD-версія альбому потрапила в топ-300 танцювальних альбомів на Amazon USA. На відміну від попередніх альбомів гурту, «Summer Wave» виконаний переважно в стилі електро-хаус.
Робота над альбомом тривала з 2018 року. 6 композицій з нього були видані в якості синглів.
Першим синглом з альбому «Summer Wave» став «Summer Nights». Його прем'єра відбулася в квітні 2018-го на радіо «Densomaniak» в Боснії і Герцеговині, а офіційно сингл вийшов у червні того ж року. Сингл «Summer Nights» увійшов в топ-30 аргентинського iTunes-чарту, в топ-100 євроденс-чарту JunoDownload, а також 10 тижнів протримався на вершині чарту німецького онлайн-радіо «RauteMusik», яке є одним з найбільших у Європі. На цей сингл було відзнято відеокліп, який потрапив на MTV у США.
Наступним синглом став «Find Another Way», записаний за участю російського репера Freeze, учасника українсько-російського гурту «Free 2 Night». Сингл вийшов на початку січня 2019 року і посів 15-ту позицію в канадському iTunes-чарті. У квітні того ж року виходить сингл «Big City Lights», який потрапив у топ-100 швейцарського танцювального чарту «Swiss Dance Chart». Наприкінці року з'явився сингл «Illusions», який протримався 4 тижні на першій позиції чарту радіо «RauteMusik» і став останнім синглом гурту, виданим у 2019-му.
На початку лютого 2020 року «Soundstream» видає новий сингл під назвою «New Day» у нетиповому для себе стилі synthwave. На відміну від попередніх повністю англомовних синглів, у ньому міститься один куплет українською мовою. За словами учасників гурту український текст наснився однієї ночі їхньому клавішнику Денису Тімішу, який на ранок записав його по пам'яті і на його основі написав слова для першого куплету та приспіву (англійською мовою). Сингл потрапив на другу сходинку євроденс-чарту JunoDownload, поступившись місцем британським зіркам диско 80-х «Pet Shop Boys».
Останнім синглом з альбому «Summer Wave» став «It's Time To Be Free», який був виданий вже після виходу альбому.

## Композиції

### Цифровий реліз
1. New Day (Radio Mix)
2. Find Another Way (feat. Freeze) (Electro Radio Edit)
3. It's Time To Be Free (Radio Edit)
4. Summer Nights (Radio Edit)
5. Awakening
6. Fight For Right
7. Big City Lights (Radio Mix)
8. Illusions (Main Mix)
9. Morning Light
10. Find Another Way (feat. Freeze) (Dance Radio Edit)
11. We Gonna Rock You
12. We Got The Sound 2020 (Fresh Summer Edit)
13. Reach A Star 2020 (Fresh Summer Edit)
14. Back In The House
15. Beat That Drums
16. Summer Nights (Hot Mix)
17. It's Time To Be Free (House Mix)
18. New Day (Dolls Euro Remix)
19. Illusions (Club Dance Mix)
20. Big City Lights (T-Zhuk Remix)

### Special Edition (CD)
1. New Day
2. Find Another Way (feat. Freeze) (Electro Mix)
3. It's Time To Be Free
4. Summer Nights
5. Awakening
6. Fight For Right
7. Big City Lights
8. Illusions
9. Morning Light
10. Find Another Way (feat. Freeze) (Dance Mix)
11. We Gonna Rock You
12. We Got The Sound (Fresh Summer Version 2020)
13. Reach A Star (Fresh Summer Version 2020)
14. Back In The House
15. Beat That Drums
16. Summer Nights (Hot Mix)
17. It's Time To Be Free (Eurodance Mix)
18. Illusions (DJ FatCat Mix)

Слова і музика: Денис Тіміш.

## Позиції в чартах
| Позиція | Чарт                          | Країна |
| ------- | ----------------------------- | ------ |
| 10      | iTunes Top Albums Dance       | Канада |
| 31      | iTunes Top Albums Dance       | Японія |
| 280     | Amazon USA Dance & Electronic | США    |

## Музиканти
- Ганна Пазюра — вокал
- Юрій Муктаров — реп
- Денис Тіміш — клавішні, аранжування

### Запрошені музиканти
- Віктор Плотніков (Freeze) — реп (2, 10)